# Liane Rudolph
Liane Rudolph (* 26. Mai 1952 in Bad Reichenhall) ist eine deutsche Schauspielerin, Hörspielsprecherin, Hörbuchsprecherin, Synchronsprecherin und Kabarettistin.

## Leben
Rudolph machte eine Schauspielausbildung in West-Berlin, wo sie auch am Schillertheater auftrat. Von 1974 bis 1975 arbeitete sie für die BBC in London und war von 1975 bis 1986 an Bühnen in Berlin, Hamburg, Frankfurt am Main und Düsseldorf engagiert. 1986 bis 1987 trat sie beim Berliner Kabarett Die Stachelschweine auf. Seit dem Jahr 1975 ist sie als Synchronsprecherin tätig. Nebenbei spricht sie auch in Werbespots. Für die Verkehrsgesellschaft Mittelhessen und die Verkehrsbetriebe Brandenburg an der Havel spricht sie die Haltestellenansagen.
Sie ist geschieden und hat eine Tochter.

## Filmografie
- 1975: Zwei Finger einer Hand

## Synchronrollen (Auswahl)
Christine Baranski
- 1995–1998: Cybill (Fernsehserie) als Maryann Thorpe
- 1999: Eiskalte Engel als Bunny Caldwell
- 2009–2011, 2013–2019: The Big Bang Theory (Fernsehserie) als Dr. Beverly Hofstadter
- 2010–2017: Good Wife (Fernsehserie) als Diane Lockhart
- 2017: Bad Moms 2 als Amys Mutter
- 2017–2022: The Good Fight (Fernsehserie) als Diane Lockhart

Madeleine Stowe
- 1990: Die Spur führt zurück als Lillian Bodine
- 1992: Fatale Begierde als Karen Carr
- 1994: Bad Girls als Cody Zamora
- 1995: 12 Monkeys als Kathryn Railly
- 1999: Wehrlos – Die Tochter des Generals als Warr. Off. Sara Sunhill

Pamela Bellwood
- 1981: Die unglaubliche Geschichte der Mrs. K. als Sandra Dyson
- 1983–1987: Der Denver-Clan (Fernsehserie) als Claudia Blaisdel

Julie Hagerty
- 1980: Die unglaubliche Reise in einem verrückten Flugzeug als Elaine Dickinson
- 1982: Die unglaubliche Reise in einem verrückten Raumschiff als Elaine Dickinson

Nana Visitor
- 1994–2000: Star Trek: Deep Space Nine (Fernsehserie) als Kira Nerys
- 2022: Star Trek: Lower Decks (Fernsehserie) als Kira Nerys

Andrea Martin
- 2001: Jimmy Neutron – Der mutige Erfinder als Miss Fowl
- 2002–2007: Jimmy Neutron (Fernsehserie) als Miss Fowl

Joan Allen
- 2004: Wie ein einziger Tag als Anne Hamilton
- 2005: An deiner Schulter als Terry Ann Wolfmeyer

Sondra Currie
- 2009: Hangover als Linda Garner
- 2013: Hangover 3 als Linda Garner

Swoosie Kurtz
- 2009: Desperate Housewives (Fernsehserie) als Jessie
- 2012–2016: Mike & Molly (Fernsehserie) als Joyce Flynn

### Filme
- 1976: Blutiger Schweiß – Silvia Dionisio als Anna
- 1977: Cousin, Cousine – Marie-France Pisier als Karine
- 1979: Norma Rae – Eine Frau steht ihren Mann – Sally Field als Norma Rae
- 1984: Hot Dog – Der Typ mit dem heißen Ski – Tracy Smith als Sunny
- 1985: Zurück in die Zukunft – Lea Thompson als Lorraine
- 1986: Invasion vom Mars – Laraine Newman als Ellen Gardner
- 1987: Highwayman – Der Höllentrip – Jennifer Runyon als Amanda Merrick
- 1988: Feuerkopf – Leila Hyams als Irene Legendre
- 1989: Die Teufelin – Deborah Rush als „People“–Reporterin
- 1990: Ein Paar wie Katz und Hund – Constance Bennett als Sharon Norwood
- 1990: Pretty Woman – Judith Baldwin als Susan
- 1996: Auge um Auge – Natalia Nogulich als Susan Juke
- 1998: The Big Lebowski – Julianne Moore als Maude Lebowski
- 2005: In den Schuhen meiner Schwester – Candice Azzara als Sydelle Feller
- 2005: Brokeback Mountain – Mary Liboiron als Fayette Newsome
- 2007: Anamorph – Die Kunst zu töten – Tandy Cronyn als AA–Moderatorin
- 2007: Zimmer 1408 – Holly Hayes als ältere Frau
- 2010: Kiss & Kill – Catherine O’Hara als Mrs. Kornfeldt
- 2011: Brautalarm – Jill Clayburgh als Annies Mutter
- 2013: Im Auge des Sturms – Judy Davis als Dorothy de Lascabanes
- 2014: Darker Than Night – Margarita Sanz als Evangelina
- 2014: Zauber einer Weihnachtsnacht – Jill St. John als Mr. Claus
- 2019: Christmas at the Plaza – Verliebt in New York – Rebecca Street als Marie

### Serien
- 1983–1990: Der Denver-Clan – Pamela Bellwood als Claudia Blaisdel
- 1984: Hart aber herzlich – Belinda Mayne als Margaret Hammond
- 1985: Trio mit vier Fäusten – Lana Clarkson als Kelly
- 1993–1995: Parker Lewis – Der Coole von der Schule – Melanie Chartoff als Direktorin Grace Musso
- 1993–1997: Babylon 5 – Patricia Tallmann als Lyta Alexander
- 1996–2007, 2009: Emergency Room – Die Notaufnahme – Laura Innes als Dr. Kerry Weaver
- 1997–2001: Millennium – Fürchte deinen Nächsten wie Dich selbst – Megan Gallagher als Catherine Black
- 1999–2001: Unten am Fluss – Sue Elliott-Nichols als Blackberry
- 2003–2004: Fillmore! – Wendie Malick als Direktorin Dawn S. Folsom
- 2004–2007: Agatha Christie’s Marple –  Geraldine McEwan als Miss Marple (12 Folgen)
- 2004–2007, 2014: Winx Club – Grey DeLisle als Miss Griffin
- 2006: Desperate Housewives – Deborah Theaker als Rhonda
- 2008: Dexter – JoBeth Williams als Gail Brandon
- 2009: Ghost Whisperer – Stimmen aus dem Jenseits – Joanna Cassidy als Faith Clancy
- 2010: Dexter – Roma Maffia als Paartherapeutin
- 2013: Merlin – Die neuen Abenteuer – Lindsay Duncan als Königin Annis (2. Stimme)
- 2015: Heidi als Fräulein Rottenmeier
- 2018: American Horror Story: Apocalypse – Joan Collins als Evie Gallant und Bubbles McGee
- 2019–2023: Sex Education – Gillian Anderson als Jean Milburn
- 2023: Navy CIS: L.A. für Kathleen Garrett als Miraslava Borisova
- 2025: Navy CIS für Donna Mills als Wanda Prescott

## Filmografie (Auswahl)
- 1973: Lokaltermin – Die schwarze Hand

## Hörspiele & Hörbücher (Auswahl)
- 2014: Gruselkabinett 87: Alraune (Hörspiel)
- 2015: OSTERSONNTAG, Lübbe Audio, ISBN 978-3-8387-7651-4 (Hörbuch-Download, mit David Nathan, Uli Krohm & Katrin Fröhlich)
- 2019: Death Note – Die komplette Hörspielreihe (nach der Mangaserie von Tsugumi Ōba und Takeshi Obata), Lübbe Audio (Download), ISBN 978-3-8387-9298-9